# Квалификације за Европско првенство у фудбалу 2016 — група И
Група И квалификација за Европско првенство у фудбалу 2016. састојала се од пет репрезентација: Португал, Данска, Србија, Јерменија и Албанија.
Репрезентације Португала и Албаније су као првопласиране и другопласиране репрезентације избориле директан пласман на првенство, док је као трећепласирана у групи у бараж отишла репрезентација Данске.

## Табела
| Табела групе И | Табела групе И | Табела групе И | Табела групе И | Табела групе И | Табела групе И | Табела групе И | Табела групе И | Табела групе И | Табела групе И |  |             |          |        |        |           |  | Домаћи | Домаћи | Домаћи | Домаћи | Домаћи | Домаћи | Домаћи | Гости | Гости | Гости | Гости | Гости | Гости | Гости |
|                | Репрезентација | И              | Д              | Н              | И              | ДГ             | ПГ             | ГР             | Бод.           |  | Португалија | Албанија | Данска | Србија | Јерменија |  | И      | Д      | Н      | И      | ДГ     | ПГ     | Бод.   | И     | Д     | Н     | И     | ДГ    | ПГ    | Бод.  |
| 1.             | Португал       | 8              | 7              | 0              | 1              | 11             | 5              | +6             | 21             |  | —           | 0:1      | 1:0    | 2:1    | 1:0       |  | 4      | 3      | 0      | 1      | 4      | 2      | 9      | 4     | 4     | 0     | 0     | 7     | 3     | 12    |
| 2.             | Албанија       | 8              | 4              | 2              | 2              | 10             | 5              | +5             | 14             |  | 0:1         | —        | 1:1    | 0:2    | 2:1       |  | 4      | 1      | 1      | 2      | 3      | 5      | 4      | 4     | 3     | 1     | 0     | 7     | 0     | 10    |
| 3.             | Данска         | 8              | 3              | 3              | 2              | 8              | 5              | +3             | 12             |  | 0:1         | 0:0      | —      | 2:0    | 2:1       |  | 4      | 2      | 1      | 1      | 4      | 2      | 7      | 4     | 1     | 2     | 1     | 4     | 3     | 5     |
| 4.             | Србија         | 8              | 2              | 1              | 5              | 8              | 13             | -5             | 4              |  | 1:2         | 0:3      | 1:3    | —      | 2:0       |  | 4      | 1      | 0      | 3      | 4      | 8      | 0      | 4     | 1     | 1     | 2     | 4     | 5     | 4     |
| 5.             | Јерменија      | 8              | 0              | 2              | 6              | 5              | 14             | -9             | 2              |  | 2:3         | 0:3      | 0:0    | 1:1    | —         |  | 4      | 0      | 2      | 2      | 3      | 7      | 2      | 4     | 0     | 0     | 4     | 2     | 7     | 0     |

## Резултати
| Португал | 0 : 1  | Албанија  |
| -------- | ------ | --------- |
|          | Детаљи | Балај 52’ |

| Данска                      | 2 : 1  | Јерменија     |
| --------------------------- | ------ | ------------- |
| Хојберг 65’ · Каленберг 80’ | Детаљи | Мхитарјан 50’ |

| Јерменија      | 1 : 1  | Србија    |
| -------------- | ------ | --------- |
| Арзуманјан 73’ | Детаљи | Тошић 90’ |

| Албанија   | 1 : 1  | Данска   |
| ---------- | ------ | -------- |
| Лењани 38’ | Детаљи | Вибе 81’ |

| Данска | 0 : 1  | Португал      |
| ------ | ------ | ------------- |
|        | Детаљи | Роналдо 90+5’ |

| Србија | 0 : 3 службени резултат | Албанија |
| ------ | ----------------------- | -------- |
|        | Детаљи                  |          |

| Португал    | 1 : 0  | Јерменија |
| ----------- | ------ | --------- |
| Роналдо 72’ | Детаљи |           |

| Србија   | 1 : 3  | Данска                      |
| -------- | ------ | --------------------------- |
| Тошић 4’ | Детаљи | Бентнер 60’, 85’ · Кјер 62’ |

| Португал                      | 2 : 1  | Србија    |
| ----------------------------- | ------ | --------- |
| Р. Карваљо 10’ · Коентрао 63’ | Детаљи | Матић 61’ |

| Албанија              | 2 : 1  | Јерменија   |
| --------------------- | ------ | ----------- |
| Маврај 77’ · Гаши 81’ | Детаљи | Мовсисан 4’ |

| Данска                            | 2 : 0  | Србија |
| --------------------------------- | ------ | ------ |
| Ју. Повлсен 13’ · Ја. Повлсен 87’ | Детаљи |        |

| Јерменија               | 2 : 3  | Португал                     |
| ----------------------- | ------ | ---------------------------- |
| Пицели 14’ · Мкојан 72’ | Детаљи | Роналдо 29’ (пен.), 55’, 58’ |

| Данска | 0 : 0  | Албанија |
| ------ | ------ | -------- |
|        | Детаљи |          |

| Србија                           | 2 : 0  | Јерменија |
| -------------------------------- | ------ | --------- |
| Ајрапетјан 22’ (аг.) · Љајић 53’ | Детаљи |           |

| Јерменија | 0 : 0  | Данска |
| --------- | ------ | ------ |
|           | Детаљи |        |

| Албанија | 0 : 1  | Португал     |
| -------- | ------ | ------------ |
|          | Детаљи | Велосо 90+2’ |

| Португал   | 1 : 0  | Данска |
| ---------- | ------ | ------ |
| Мутињо 66’ | Детаљи |        |

| Албанија | 0 : 2  | Србија                      |
| -------- | ------ | --------------------------- |
|          | Детаљи | Коларов 90+1’ · Љајић 90+4’ |

| Јерменија | 0 : 3  | Албанија                                       |
| --------- | ------ | ---------------------------------------------- |
|           | Детаљи | Хованисиан 9’ (аг.) · Џимсити 23’ · Садико 76’ |

| Србија    | 1 : 2  | Португал             |
| --------- | ------ | -------------------- |
| Тошић 65’ | Детаљи | Нани 5’ · Мутињо 78’ |

1. 1 2  Утакмица између Србије и Албаније је прекинута у 41. минуту, због провокације Албанаца, тако што су летелицом на даљинско управљање приказивали заставу такозване Велике Албаније изнад терена (Видиː Инцидент са дроном на Стадиону Партизана). Резултат до тада је био 0:0. УЕФА је доделила званичну победу Србији 3:0, али јој је исто тако одузела три бода. Коначну одлуку о овоме донео је спортски суд у Лозани, који је одлучио да се утакмица региструје са 3ː0 у корист Албаније и да се поред тога Србији одузму три бода. Србија је након ове одлуке спала на задње место у групи са -2 бода.

## Пријатељске утакмице групе И
Француска се придружила групи И, и као шеста репрезентација је играла пријатељске утакмице са репрезентацијама из групе И. Пошто се Француска већ квалификовала као домаћин, репрезентације групе И су играле само пријатељске утакмице са Француском те се несу рачунали бодови са тих утакмица.
| Србија      | 1 : 1  | Француска |
| ----------- | ------ | --------- |
| Коларов 80’ | Детаљи | Погба 13’ |

| Француска              | 2 : 1  | Португал            |
| ---------------------- | ------ | ------------------- |
| Бензема 3’ · Погба 69’ | Детаљи | Кварежма 77’ (пен.) |

| Јерменија | 0 : 3  | Француска                                |
| --------- | ------ | ---------------------------------------- |
|           | Детаљи | Реми 7’ · Жињак 55’ (пен.) · Гризман 84’ |

| Француска   | 1 : 1  | Албанија   |
| ----------- | ------ | ---------- |
| Гризман 73’ | Детаљи | Маврај 40’ |

| Француска               | 2 : 0  | Данска |
| ----------------------- | ------ | ------ |
| Лаказете 14’ · Жиру 38’ | Детаљи |        |

| Албанија | 1 : 0  | Француска |
| -------- | ------ | --------- |
| Каче 43’ | Детаљи |           |

| Португал | 0 : 1  | Француска    |
| -------- | ------ | ------------ |
|          | Детаљи | Велбуена 85’ |

| Француска      | 2 : 1  | Србија       |
| -------------- | ------ | ------------ |
| Матуиди 9’ 25’ | Детаљи | Митровић 39’ |

| Француска                                  | 4 : 0  | Јерменија |
| ------------------------------------------ | ------ | --------- |
| Гризман 35’ · Кабај 55’ · Бензема 78’, 79’ | Детаљи |           |

| Данска           | 1 : 2  | Француска   |
| ---------------- | ------ | ----------- |
| Свиатченко 90+1’ | Детаљи | Жиру 4’, 6’ |

## Стрелци
5 голова
| - Кристијано Роналдо |

3 гола
| - Зоран Тошић |

2 гола
| - Никлас Бентнер | - Жоао Мутињо | - Адем Љајић |

1 гол
| - Армандо Садику - Беким Балај - Берат Џимсити - Ермир Лењани - Мергим Маврај - Шкелзен Гаши - Јакоб Повлсен - Јусуф Повлсен | - Ласе Вибе - Пјер-Емил Хејбјерг - Симон Кјер - Томас Каленберг - Маркос Пицели - Роберт Арзуманјан - Хенрих Мхитаријан | - Храјр Мкојан - Мигел Велосо - Нани - Рикардо Карваљо - Фабио Коентрао - Александар Коларов - Немања Матић |

Аутогол
| - Мергим Маврај (против Јерменије) - Камо Ховханисјан (против Албаније) | - Левон Хајрапетјан (против Србије) |